# Amorphochilus schnablii
Amorphochilus schnablii е вид бозайник от семейство Furipteridae. Видът е застрашен от изчезване.

## Разпространение
Разпространен е в Еквадор, Перу и Чили.